# Maria Carta
Maria Carta (ur. 25 czerwca 1934 w Siligo, Sardynia, zm. 22 września 1994 w Rzymie) – włoska piosenkarka.

## Życiorys
Maria Carta w 1957 roku wygrała konkurs piękności Miss Sardinia, a następnie brała udział w krajowym konkursie Miss Włoch. Brała udział jako aktorka w fotonoweli Questo sangue sardo.
W 1960 przeniosła się do Rzymu, gdzie spotkała się ze scenarzystą Salvatore Laurani, za którego później wyszła za mąż. Uczęszczała do Centro Nazionale di Studi di Musica Popolare (Narodowego Centrum Studiów Muzyki Popularnej) w Narodowej Akademii Muzycznej św. Cecylii w Rzymie, a jednocześnie kontynuował ścieżkę muzyczną i etnograficzną, prowadząc ważne produkcje i współpracę.
W 1971 roku nagrała dwie płyty: Sardegna canta i Paradiso in re, a także film dokumentalny RAI Incontro con Maria Carta i Maria Carta. Sardegna, una voce.
Podczas swojej kariery śpiewaka prześledziła wiele aspektów tradycyjnej muzyki sardyńskiej, zwłaszcza cantu a chiterra, Kołysanka, popularny repertuar religijny gosos i Chorał gregoriański.
W 1972 roku na scenie Teatro Argentina w Rzymie grała w spektaklu Medea. W tym samym roku poznała Amálię Rodrigues, z którą odbyła koncert w Teatro Sistina. W 1973 roku obie artystki odbyły trasę koncertową po Sardynii.
Maria brała udział w niektórych filmach jako aktorka, szczególnie współpracując z reżyserami takimi jak Francis Ford Coppola i Franco Zeffirelli.
W 1992 roku zrealizowała przedstawienie A piedi verso Dio.
Zmagała się z rakiem. Zmarła 22 września 1994 w swoim domu w Rzymie w wieku 60 lat.

## Filmografia
| Rok       | Tytuł                                                                                            | Rola               | Reżyser              |
| --------- | ------------------------------------------------------------------------------------------------ | ------------------ | -------------------- |
| 1974      | Ojciec chrzestny II                                                                              | matka Vito         | Francis Ford Coppola |
| 1975      | La Cecilia                                                                                       | Olimpia            | Jean-Louis Comolli   |
| 1976      | Szacowni nieboszczycy                                                                            | Madame Cres        | Francesco Rosi       |
| 1977      | Jezus z Nazaretu (TV)                                                                            | Marta z Betanii    | Franco Zeffirelli    |
| 1977–1978 | Il Passatore (TV)                                                                                | Vedova De Gnaf     | Piero Nelli          |
| 1980      | Un reietto delle isole (TV, włoska adaptacja An Outcast of the Islands powieści Josepha Conrada) |                    | Giorgio Moser        |
| 1986      | Kamorysta                                                                                        | Madre              | Giuseppe Tornatore   |
| 1987      | I padroni dell’estate (TV)                                                                       | Moglie prof. Azara | Marco Parodi         |
| 1988      | Disamistade                                                                                      | Donna Maria        | Gianfranco Cabiddu   |